# Campeonato Europeo de Halterofilia de 2014
El XCIII Campeonato Europeo de Halterofilia se celebró en Tel Aviv (Israel) entre el 5 y el 12 de abril de 2014 bajo la organización de la Federación Europea de Halterofilia (EWF) y la Federación Israelita de Halterofilia.
Las competiciones se realizaron en el pabellón Hangar 11 del Puerto de Tel Aviv. 

## Medallistas

### Masculino
| Evento          | Oro                                          | Plata                                               | Bronce                                         |
| --------------- | -------------------------------------------- | --------------------------------------------------- | ---------------------------------------------- |
| 56 kg (05.04)   | Florin Croitoru · Rumania · 122 + 137 = 259  | Mirco Scarantino · Italia · 114 + 143 = 257         | Smbat Margarian Armenia 109 + 147 = 256        |
| 62 kg (06.04)   | Ivailo Filev Bulgaria 136 + 163 = 299        | Stanislau Chadovich · Bielorrusia · 135 + 158 = 293 | Stoyan Enev Bulgaria 126 + 160 = 286           |
| 69 kg (07.04)   | Oleg Chen · Rusia · 151 + 176 = 327          | Vanik Avetisian Armenia 140 + 175 = 315             | Serghei Cechir Moldavia 143 + 172 = 315        |
| 77 kg (08.04)   | Erkand Qerimaj · Albania · 155 + 194 = 349   | Daniel Godelli · Albania · 157 + 192 = 349          | Razmik Unanian · Rusia · 152 + 192 = 344       |
| 85 kg (09.04)   | Ivan Markov Bulgaria 175 + 210 = 385         | Adam Maligov · Rusia · 171 + 202 = 373              | Benjamin Hennequin Francia 161 + 206 = 367     |
| 94 kg (11.04)   | Adrian Zieliński · Polonia · 180 + 210 = 390 | Tomasz Zieliński · Polonia · 170 + 210 = 380        | Vasil Gospodinov Bulgaria 174 + 205 = 379      |
| 105 kg (12.04)  | Andrei Demanov · Rusia · 183 + 222 = 405     | Timur Naniyev · Rusia · 182 + 222 = 404             | Andrei Aramnau · Bielorrusia · 184 + 212 = 396 |
| +105 kg (12.04) | Alexei Lovchev · Rusia · 205 + 252 = 457     | Ruben Alexanian Armenia 190 + 246 = 436             | Almir Velagić · Alemania · 191 + 232 = 423     |

1. 1 2 3  Arrancada (kg) + dos tiempos (kg) = total olímpico (kg).

### Femenino
| Evento         | Oro                                         | Plata                                       | Bronce                                     |
| -------------- | ------------------------------------------- | ------------------------------------------- | ------------------------------------------ |
| 48 kg (05.04)  | Genny Pagliaro · Italia · 82 + 98 = 180     | Marzena Karpińska · Polonia · 81 + 96 = 177 | Nurcan Taylan Turquía 79 + 96 = 175        |
| 53 kg (06.04)  | Ayşegül Çoban Turquía 81 + 114 = 195        | Yuliya Paratova · Ucrania · 88 + 106 = 194  | Maya Ivanova Bulgaria 83 + 102 = 185       |
| 58 kg (07.04)  | Yelena Shadrina · Rusia · 97 + 115 = 212    | Loredana Toma · Rumania · 96 + 115 = 211    | Zoe Smith Reino Unido 90 + 114 = 204       |
| 63 kg (08.04)  | Tima Turiyeva · Rusia · 105 + 131 = 236     | Nadezhda Lomova · Rusia · 103 + 130 = 233   | Yuliya Kalina · Ucrania · 103 + 125 = 228  |
| 69 kg (09.04)  | Milka Maneva Bulgaria 103 + 125 = 228       | Nadiya Myroniuk · Ucrania · 104 + 123 = 227 | Mădălina Molie · Rumania · 105 + 120 = 225 |
| 75 kg (10.04)  | Lidia Valentín · España · 121 + 147 = 268   | Oxana Karpunenko · Rusia · 121 + 143 = 264  | Ewa Mizdal · Polonia · 101 + 129 = 230     |
| +75 kg (12.04) | Tatiana Kashirina · Rusia · 143 + 180 = 323 | Yuliya Konovalova · Rusia · 115 + 150 = 262 | Andreea Aanei · Rumania · 111 + 138 = 249  |

1. 1 2 3  Arrancada (kg) + dos tiempos (kg) = total olímpico (kg).
2. ↑  Descalificación por dopaje de la medallista de oro, la bielorrusa Dzina Sazanavets.[1]

## Medallero
| Núm. | País        | Oro | Plata | Bronce | Total |
| ---- | ----------- | --- | ----- | ------ | ----- |
| 1    | Rusia       | 6   | 5     | 1      | 12    |
| 2    | Bulgaria    | 3   | 0     | 3      | 6     |
| 3    | Polonia     | 1   | 2     | 1      | 4     |
| 4    | Rumania     | 1   | 1     | 2      | 4     |
| 5    | Albania     | 1   | 1     | 0      | 2     |
| 5    | Italia      | 1   | 1     | 0      | 2     |
| 7    | Turquía     | 1   | 0     | 1      | 2     |
| 8    | España      | 1   | 0     | 0      | 1     |
| 9    | Armenia     | 0   | 2     | 1      | 3     |
| 9    | Ucrania     | 0   | 2     | 1      | 3     |
| 11   | Bielorrusia | 0   | 1     | 1      | 2     |
| 12   | Alemania    | 0   | 0     | 1      | 1     |
| 12   | Francia     | 0   | 0     | 1      | 1     |
| 12   | Moldavia    | 0   | 0     | 1      | 1     |
| 12   | Reino Unido | 0   | 0     | 1      | 1     |
|      | TOTAL       | 15  | 15    | 15     | 45    |